# Papiloma
En medicina, un papiloma es un término general refiriéndose a un tumor benigno de células epiteliales que crece con proyección externa a semejanza de frondas muy pequeñas. En ese contexto, una papila se refiere a la proyección creada por el tumor y no a un tumor creciendo sobre una papila preexistente, como el pezón. Por lo general nacen y crecen desde la piel, conjuntiva,  mucosas o conductos glandulares.

## Usos
Cuando se usa sin contexto específico, frecuentemente se refiere a infecciones causados por el virus del papiloma humano. En relación con el VPH, hay dos tipos de papilomas, el papiloma de  células escamosas' y el papiloma de células de transición. Sin embargo existen otros trastornos que causan papilomas, como el papiloma del plexo coroideo y eminema.

## Tipos
Algunos tipos comunes de papilomas incluyen:
- Papiloma fibroepitelial: mayormente de tejido fibroso.
- Papiloma intercanalicular: un tumor de los conductos galactóforos de la glándula mamaria o los conductos próximos al pezón. Se caracterizan por una secreción serosa o sanguinolenta del pezón y, por lo general, no produce retracción del pezón.
- Papiloma invertido: característico de células que crecen hacia el estroma subyacente en vez del exterior.[2]
- Papiloma cutáneo: el más frecuente, pequeña y de color marrón o carne, que generalmente se observa en el cuello de ancianos.
- Papiloma escamoso: aparece en la mucosa oral, benigna y por lo general asociado al VPH.

## Tratamiento
El tipo de tratamiento depende de la gravedad del papiloma y de la zona donde se genere. Los posibles tratamientos incluyen la cauterización (por calor, por frío, o química) y la extracción quirúrgica.